# Liatongus urus
Liatongus urus là một loài bọ cánh cứng trong họ Bọ hung (Scarabaeidae).